# Ox Horn
Ox Horn is een onderzoekscampus van het Chinese technologiebedrijf Huawei in de stad Dongguan. Het 1,2 km² grote complex ligt op de zuidelijke oever van het Songshan-meer in het zuidoosten van de stad.

## Kenmerken
De bouw begon in 2014 en de campus opende in 2019. Het complex zou Huawei 1,3 miljard euro gekost hebben. De campus telt 25.000 werkplaatsen, in 2019 werkten er 17.000 personen. Ox Horn is niet vrij toegankelijk voor bezoekers.

### Indeling
Ox Horn bestaat uit 12 "wijken": replica's en imitaties van Europese steden en gebouwen, waaronder Brugge, Parijs, Oxford, Verona, Boedapest, Granada, Český Krumlov en Schloss Heidelberg. Achter de pittoreske gevels schuilen functionele kantoorruimtes en vergaderzalen. Alle 12 zones zijn met elkaar verbonden door een bijna 7 kilometer lange tramlijn in de stijl van de Zwitserse Jungfraubahn.